# Distrito de Ajoyani
El distrito peruano de Ajoyani es uno de los 10  distritos que conforman la provincia de Carabaya, ubicada en el departamento de Puno, en el sudeste Perú.
Desde el punto de vista jerárquico de la Iglesia católica forma parte de la Prelatura  de Ayaviri en la Arquidiócesis de Arequipa.

## Historia
El más joven de la provincia, creado apenas en 1854 tomando parte del territorio que hasta ese tiempo formaba parte de Macusani y Crucero.

## Demografía
La población estimada según en censo del año 2017 es de 2 138 habitantes.

## Economía
Actualmente es el distrito que recibe la mayor proporción de recursos provenientes del canon minero en relación con su población en el departamento de Puno, por la explotación de la riqueza minera de San Rafael, mina cuya ubicación, está dividida entre éste y los distritos Antauta (en Melgar) y Macusani (En Carabaya).

## Etimología
Ajoya es el nombre quechua de una aves gallináceas de poco vuelo que, a pesar de ser acuáticas, no tienen las patas provistas de la membrana común entre las nadadoras, son de color negro retinto, con pico amarillo y un apéndice carnoso, a manera de pequeña cresta, en la cabeza. Su tamaño es el de una gallina común. La connotación que tiene el nombre quechua de esta población es de abundancia endémica de esas aves en ese lugar.

## Autoridades

### Municipales
- 2015 - 2018[3]
  - Alcalde: Luis alberto, Quispe Vilca, de Poder Andino.
  - Regidores:

  1. Rolando Gutiérrez Mayta (Poder Andino)
  2. Juan Quispe Condori (Poder Andino)
  3. Martina Natividad Alata Trujillo (Poder Andino)
  4. Néstor Edwin Mamani Huahuasoncco (Poder Andino)
  5. Luis Ygnacio Humalla Ramos (Proyecto Político AQUI)